# Lebjaž'evskij rajon
Il Lebjaž'evskij rajon (in russo Лебяжьевский район?) è un rajon dell'Oblast' di Kurgan, nel Bassopiano della Siberia occidentale.